# Brachylepis werneri
Brachylepis werneri är en skalbaggsart som beskrevs av Marc Lacroix 2009. Brachylepis werneri ingår i släktet Brachylepis och familjen Melolonthidae. Inga underarter finns listade.